# Hicham Allouli
Hicham Allouli est un footballeur marocain né en 1979 à Agadir et évoluant au poste de milieu de terrain. Originaire de Dcheira près d’Agadir, il fait 177 cm pour 70 kg. Il devient par la suite le directeur du Stade Adrar à Agadir.

## Carrière
| Club              | Saison    | Buts   |
| ----------------- | --------- | ------ |
| Hassania d'Agadir | 2007/2008 | 4 Buts |
| Hassania d'Agadir | 2006/2007 | 2 Buts |
| Hassania d'Agadir | 2005/2006 | 4 Buts |

## Palmarès
- Finaliste de la Coupe du Trône en 2006 avec le Hassania d'Agadir
- 2 fois Champion du Maroc avec le Husa club 2001/2002 et 2002/2003
- Vainqueur de la Coupe d'Oman avec le Dhofar club en 2006